# Tractus Fossae
Le Tractus Fossae sono una struttura geologica della superficie di Marte.